# Vilde Vulkaner
Vilde Vulkaner er en musik- og legefestival i Vordingborg for institutioner med børn i alderen 7-14 år, der har været afholdt årligt siden 1995. Hvert år deltager ca. 10.000-12.000 børn.
Festivalen går ud på, at børn fra hele Danmark mødes på tværs af kommunegrænserne for at have det sjovt og høre en masse musik. Børnene og de medrejsende pædagoger overnatter tre dage på festivalpladsen.
Festivalen har haft besøg af en del store danske kunstnere, men børnene fra de mange klubber, fritidshjem, og SFO'er kan også selv vælge at optræde med et nummer.

## Optrædende
1995 - 1996
Lasse Spang Olsen var på besøg

2008
Magtens Korridorer, Anna David, KNA Connected, Innocent Blood, Gasoline, The Yeehah's
2009
2010 (30. juni - 2. juli)
Rasmus Seebach, Medina, Joey Moe og Burhan G, Pelle B, UFO Yepha, Sukkerchok, Nordstrøm
2011 (29. juni - 1. juli)
Johnny Deluxe, Xander, Joey Moe, Anna David, Chestnut Avenue, Alphabeat, Louise Dubiel
2012 (4.-6. juli)
Rasmus Seebach, Ankerstjerne og Xander, Puls, Carpark North, Hampenberg og Alexander Brown feat. Yepha, Basim
2013 (3.-5. juli)
Alphabeat, Infernal, Shaka Loveless, Wafande, Joey Moe, Noah
2014 (2.-4. juli)
Medina, Shaka Loveless, Christopher, Nabiha, Djämes Braun, L.I.G.A
2015 (1.-3. juli)
Lukas Graham, Christopher, Carpark North, Barbara Moleko, Wafande og Joey Moe, L.I.G.A, Page Four
2016 (29. juni - 1. juli)
Rasmus Seebach, Shaka Loveless, Cisilia, Dúné, Djämes Braun, Ankerstjerne, Go Go Berlin
2017 (28.- 30. juni)
Carpark North, Joey Moe, Djämes Braun, Wafande, Noah, L.I.G.A, Vild $mith, Hjalmer
2018 (4.6. juli)
Lukas Graham, Christopher, Shaka Loveless, Hugo Helmig, Marvelous Mosell, Ericka Jane, Bro
2019 (3.-5. juli)
Scarlet Pleasure, Shaka Loveless og Wafande, Kesi, Medina, Joey Moe, Skinz, Clara, Alexander Oscar
2020 (1.-3. juli) - Aflyst grund coronaviruspandemien
Carpark North, Alphabeat, Gilli, Joey Moe og L.I.G.A, Djämes Braun, Specktors, Bro, Klumben og Raske Penge, Maria og Bea, Josef og Elias
2021
Aflyst grundet coronaviruspandemien.
2022 (28. juni - 1. juli)
Carpark North, Christopher, Lord Siva, Icekiid, Specktors, L.I.G.A, Jimilian, Toko og Karla
2023 (27.juni-30. juni)
Andreas Odbjerg, Artigeardit, Lamin, Icekiid, Shaka Loveless, Joey Moe, Djämes Braun, X Vild Smith, Eyjaa og FIGI.
2024 (2.-5. juli)
Pauline Aggerholm, L.I.G.A, Mumle, Gobs, Wafande, Specktors, Danser Med Piger, Tobias Rahim